# Església parroquial de la Immaculada Concepció (Sot de Ferrer)
L'església de la Immaculada Concepció de Sot de Ferrer va ser traçada per l'arquitecte Mínguez i realitzada pel mestre d'obres Mauro Minguet a la fi del segle xviii en estil neoclàssic.
Destaca sobretot per l'altar major obra de Juan de Juanes una de les obres més importants de la pintura renaixentista valenciana. La pintura és un oli sobre taula estant format per dues parts principals. La inferior, en la qual apareix la Immaculada al centre envoltada pels seus pares i la superior, en la qual apareix Déu.